# الحرب الأهلية الموسكوفية

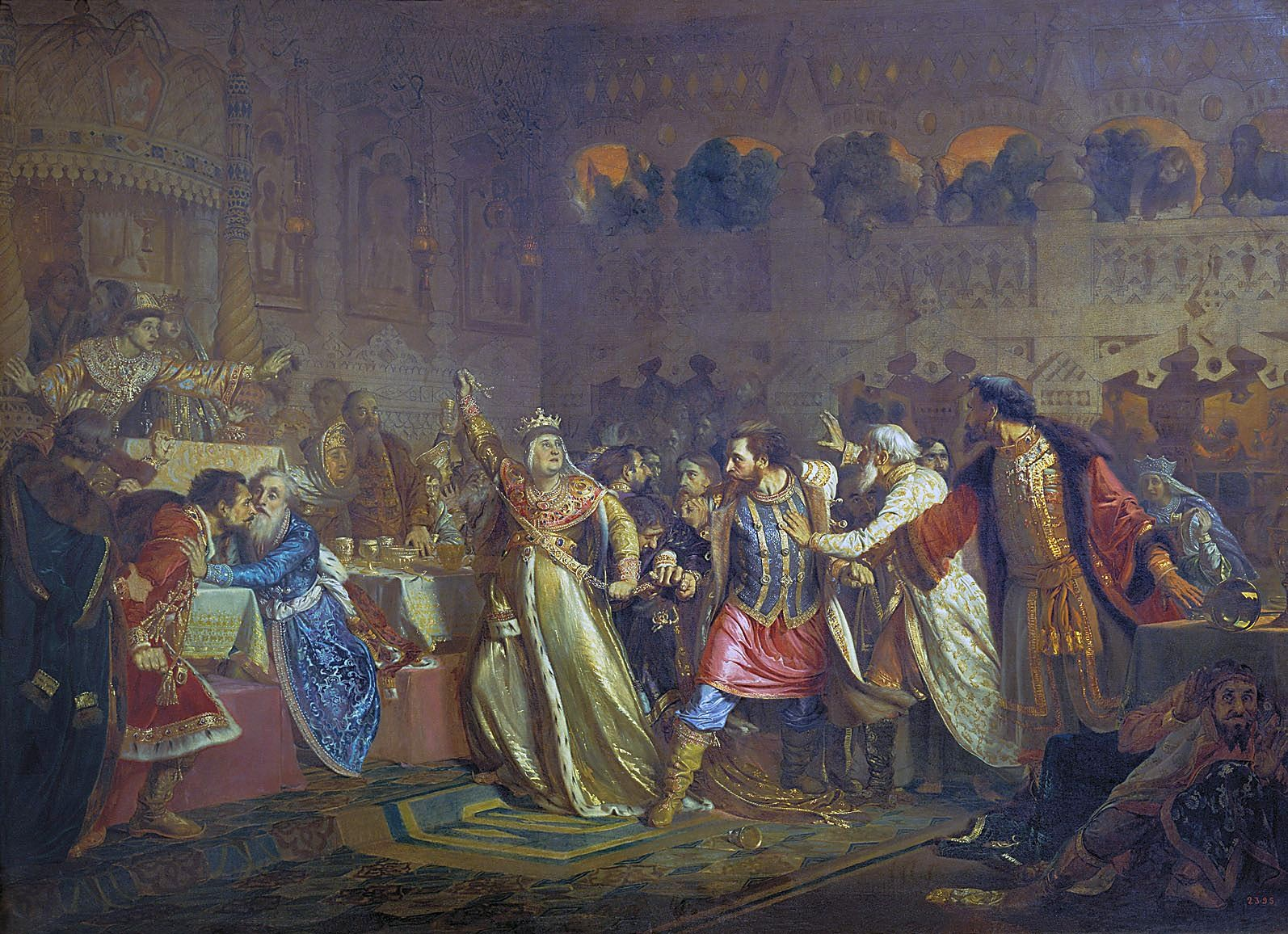
صوفيا الليتوانية تهين فاسيلي كوسوي أثناء حفل زفاف. لوحة لبافل تشيستياكوف.

كانت الحرب الأهلية الموسكوفية، أو الحرب الإقطاعية العظمى، صراعًا مديدًا ألقى بظلاله على كامل عهد فاسيلي الثاني أمير موسكو (من 1425 إلى 1453). كان الطرفان المتحاربان فاسيلي الثاني، أمير موسكو الكبير، من جهة، وعمه، يوري دميتريفيتش، أمير زفينيغورود، وأبناء يوري دميتريفيتش، فاسيلي كوسوي وديمتري شيمياكا، من جهة أخرى. في المرحلة الوسطى من الصراع، احتل طرف يوري موسكو، لكن فاسيلي الثاني استعاد عرشه في النهاية. كانت أول حرب أهلية في تاريخ موسكو، التي استندت نهضتها السلمية عمومًا على عدم وجود نزاع ضمن العائلة الحاكمة.

## الفترة الأولى (1425 – 1434)
في عام 1389، توفي دميتري دونسكوي. عيَّن ابنه فاسيلي دميتريفيتش خليفةً له، شريطة أنه في حال توفي فاسيلي طفلًا، فسيكون شقيقه، يوري دميتريفيتش، هو الوريث. توفي فاسيلي عام 1425 وترك وراءه طفلًا، فاسيلي فاسيليفيتش، عينه ليكون الأمير الكبير (المعروف بفاسيلي الثاني). كان هذا الأمر عكس الحكم القائم، بأنه ينبغي على الشقيق الأكبر الحي وليس الابن، استلام العرش. أصبح يوري بذلك مطالبًا بالعرش وانتقل من زفينيغورود، مكان إقامته الرئيسي، إلى غاليتش، ليكون أبعد عن موسكو.
في عام 1428 تنازل يوري دميتريفيتش رسميًا، تحت ضغطٍ من الميتروبوليتان فوتيوس، الذي ذهب شخصيًا إلى غاليتش. على أي حال، في عام 1431 قرر يوري السعي للحصول على لقب أمير موسكو عند خان القبيلة الذهبية. حكم الخان لصالح فاسيلي، وبالإضافة إلى ذلك أمر يوري بإعطاء فاسيلي بلدة دمتروف، التي يمتلكها. وُجدت الذريعة الرسمية لبدء الحرب عام 1433، حين أهانت والدة فاسيلي، صوفيا الليتوانية، فاسيلي يوريفيتش، ابن يوري، علنًا أثناء حفل زفاف فاسيلي الثاني. ذهب ابنا يوري، فاسيلي ودميتري، إلى غاليتش. سلبا ياروسلافل، التي يحكمها حليف فاسيلي الثاني، وتحالفا مع والدهما، وجمعوا جيشًا، وهزموا جيش فاسيلي الثاني. بعد ذلك، دخل يوري دميتريفيتش موسكو، وأعلن نفسه الأمير العظيم، وأرسل فاسيلي الثاني إلى كولومنا. على أي حال، لم يثبت يوري نفسه رأسَ دولة ناجع، بعد أن أقصى بعض الموسكوفيتيين الذين فروا إلى كولومنا، وحتى أنه استبعد أبناءه. في النهاية، تحالف يوري مع فاسيلي الثاني ضد أبناء يوري وأعادا إمارة موسكو إلى فاسيلي الثاني، الذي، بدوره، بدأ بإعدام داعمين سابقين ليوري. أرسل فاسيلي بعدها جيشًا ضد أبناء عمه، أبناء يوري، فاسيلي يوريفيتش ودميتري شيمياكا، في عام 1434. هُزم جيشه في معركة كبيرة، كانت فيها قوات يوري تحارب فاسيلي. غزا فاسيلي غاليتش، وانضم يوري علنًا إلى أبناءه. في النهاية، هُزم جيش فاسيلي الثاني قرب روستوف. أصبح يوري أمير موسكو مرة أخرى، لكنه توفي فجأة، وأصبح ابنه، فاسيلي يوريفيتش، خليفته. عند هذه النقطة، كان فاسيلي الثاني في مدينة نيجني نوفغورود وكان يتحضر للذهاب إلى القبيلة الذهبية ليترك تظلمًا عند الخان.